# Strzyżyno Słupskie
Strzyżyno Słupskie – przystanek osobowy w Strzyżynie, w województwie pomorskim, w Polsce. Stacja w Strzyżynie jest obsługiwana przez pociągi Polregio.

## Ruch pasażerski
| Rok  | Wymiana pasażerska na dobę |
| ---- | -------------------------- |
| 2017 | 150-199                    |
| 2022 | 50-99                      |

Od 10 grudnia 2017 pociągi trójmiejskiej SKM przestały kursować na odcinku Lębork – Słupsk.